# Игнатьев, Виктор Юрьевич
Виктор Юрьевич Игнатьев (латыш. Viktors Ignatjevs; род. 26 апреля 1970, Рига) — советский и латвийский хоккеист и хоккейный тренер, выступавший на позиции защитника. Старший тренер хоккейного клуба «Куньлунь Ред Стар». Играл во многих американских клубах ИХЛ, в НХЛ провёл 11 матчей за клуб «Питтсбург Пингвинз».

## Игровая карьера
Начинал карьеру в рижском «Динамо», выступал в чемпионате СССР сезона 1989/1990. Летом 1992 года на драфте НХЛ под номером 243 его выбрал клуб «Сан-Хосе Шаркс». Позже Игнатьев играл в ИХЛ за команду «Канзас-Сити Блэйдз», фарм-клуб «акул». В сезоне 1995/1996 в составе клуба «Юта Гризлис» выиграл Кубок ИХЛ и Кубок Тёрнера, а затем перешёл в «Лонг-Бич Айс Догз», с которыми через год дошёл до финала Кубка Тёрнера (в финале проиграл «Детройт Вайперз»). Летом 1998 года дебютировал в НХЛ, проведя 11 игр (из них только одну в плей-офф).
Карьеру Игнатьев продолжил в Германии, проведя 60 игр за клуб «Нюрнберг Айс Тайгерз». Через год перешёл в шведский «Лександ» из Первой лиги. В российской Суперлиге выступал за череповецкую «Северсталь», московский «Спартак» (два сезона, 37 очков в 98 играх) и пермский «Молот-Прикамье». С 2004 по 2008 годы играл за «Линц» в Австрийской хоккейной лиге. В сезоне 2008/2009 выступал за «Вена Кэпиталз», в феврале перешёл в «Больцано» из Итальянской Лиги, с которой выиграл чемпионат Италии. Карьеру завершал в нидерландской «Гааге» (50 игр, 47 очков) и «Озолниеки/Монархс» в Латвийской хоккейной лиге.
За сборную Латвии выступал на чемпионатах мира 2000, 2001, 2002, 2004 и 2005 годов, а также на Олимпиаде в Солт-Лейк-Сити.

## Тренерская карьера
Игнатьев начал тренировать молодёжный состав клуба «Лайонс» ещё во время выступления за «Больцано». Вскоре он стал помощником тренера в рижском «Динамо» и в сборной Латвии. В сезоне 2014/2015 Игнатьев был помощником Хариса Витолиньша в московском «Динамо», покинув клуб в октябре 2015 года. В сезоне 2016/2017 — помощник тренера московского «Спартака». В сезоне 2017/2018 — помощник тренера тольяттинской «Лады». В сезоне 2020/2021 — помощник тренера подольского «Витязя». 12 мая 2021 года вошёл в тренерский штаб магнитогорского «Металлурга». 19 июля назначен на пост главного тренера пекинского «Куньлуня Ред Стар».

## Личная жизнь
Жена — Елена. Дочери: Лиса-Мария, Кристина-Анна (обе родились в США) и Софья-Анастасия.